# Boyfriend (canção de Big Time Rush)
"Boyfriend" é um single contido no álbum de estreia do grupo Big Time Rush, B.T.R., produzida por Lucas Secon e escrita por Wayne Hector e Lucas Secon. Há 3 versões da canção: uma somente cantada pelo grupo, outra com a participação do rapper Snoop Dogg, e a terceira com a participação dos rappers New Boyz.
Esta canção apareceu no episódio Big Time Girlfriends. Eles cantaram esta música ao vivo com o rapper Snoop Dogg no Kids Choice Awards 2011.

## Versões
- Versão original - 3:19
- Versão com a participação de Snoop Dogg - 3:36
- Versão remix com a participação de New Boyz - 3:33

## Videoclipe
O videoclipe, da versão com o Snoop Dogg, mostra eles vivendo no ano 2099. Logo após o fim, eles saem do portal que os levava ao ano 2099.

## Desempenho nas tabelas musicais
| Tabelas musicais (2011)              | Melhor posição |
| ------------------------------------ | -------------- |
| Estados Unidos - Billboard Hot 100   | 72             |
| Estados Unidos - Heatseekers Songs   | 4              |
| Alemanha - German Singles Chart      | 49             |
| Austrália - Ö3 Austria Top 75        | 55             |
| Reino Unido - UK Singles Chart       | 76             |
| Estados Unidos - Billboard Pop Songs | 29             |